# Бърджес Хил
Бърджес Хил (на английски: Burgess Hill) е град в Англия, Великобритания, в региона Югоизточна Англия, графство Западен Съсекс. През 2017 година градът наброява 31 889 души и по население е един от най-големите градове в графството след Краули, Уортинг и Хоршъм.

## Побратимени градове
- Абвил
- Шмаленберг